# Keegan Messing
Keegan Messing (Anchorage, Alaska; 23 de enero de 1992) es un patinador artístico sobre hielo estadounidense, que compite para Canadá. Al inicio de su carrera representó a Estados Unidos, ganó dos veces la Copa de Niza en 2011 y 2012, y ganó la medalla de bronce del Trofeo Nebelhorn 2012. Compitiendo para Canadá ganó la medalla de plata del campeonato nacional de ese país en 2018 y participó en los Juegos Olímpicos de invierno Pieonchang 2018. Es medallista de oro del Trofeo Nebelhorn 2018 y del Skate Canada International de 2018.

## Carrera
Nació en febrero de 1992 en Anchorage, Alaska. Comenzó a patinar a la edad de tres años, inspirado por los Juegos Olímpicos de Lillehammer, celebrados en 1994. Anne Durham fue la entrenadora de Messing desde 1995 hasta el año 1999, del 2000 en adelante es entrenado pr Ralph Burghardt en Anchorage, Alaska. Messing ganó la medalla de plata en el Campeonato de Estados Unidos de 2009 e hizo su debut en nivel sénior el siguiente año, terminó en el undécimo lugar en los campeonatos nacionales de 2011. Ganó la Copa de Niza de 2011 y se ubicó en el séptimo lugar en los campeonatos nacionales de 2012, además ganó el bronce en el Trofeo Nebelhorn del mismo año. En el campeonato nacional de 2013, cayó hasta el lugar 17, fue su última competición representando a Estados Unidos.
En julio de 2014 Messing comenzó a representar a Canadá. En la temporada 2014-2015 ganó la medalla de bronce del Skate Canada Challenge y clasificó al campeonato nacional de 2015. Tuvo una participación en el Trofeo Ondrej Nepela de 2015 y en el Skate Canada del mismo año, en ambos se ubicó en el quinto lugar, fue su debut en nivel sénior internacional. Compitió en dos eventos de la Challenger Series de 2017 de la ISU, el Autumn Classic International y el Golden Spin de Zagreb, donde logró el cuarto lugar y una medalla de bronce respectivamente.

### Temporada 2017-2018: debut olímpico
La temporada olímpica la comenzó en el Autumn Classic International de 2017, donde ganó la medalla de bronce y compitió en la Serie del Grand Prix, cuya participación lo dejó en octavo lugar en el Skate Canada y quinto en el Trofeo NHK. Logró la medalla de plata en el Campeonato de Canadá de 2018 y fue elegido para representar a su país en los Juegos Olímpicos de invierno junto a Patrick Chan, además ambos fueron junto a Nam Nguyen, elegidos para el equipo canadiense del Campeonato Mundial de 2018. Su participación en los olímpicos de invierno lo dejó en el lugar 12. En su debut en los mundiales, Messing se ubicó en sexto en el programa corto y cayó al undécimo lugar en el libre, su puntuación total lo dejó en el octavo lugar general.

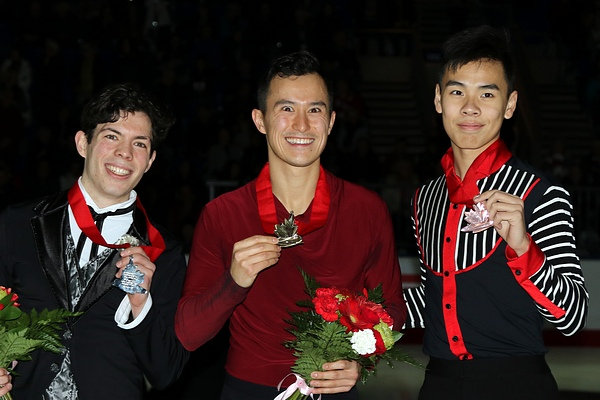
Messing (izquierda) en el Campeonato Nacional de Canadá 2018.

### Temporada 2018-2019
Comenzó su temporada con una participación en el Trofeo Nebelhorn 2018, donde se ubicó en el primer lugar en los programas corto y libre, ganó la medalla de oro. Su participación en el Skate Canada le valió la medalla de plata. Su siguiente participación fue en la Copa Rostelecom, donde se ubicó en quinto lugar general tras haber logrado quedar séptimo en el programa corto y sexto en el libre. Con su puntuación logró calificar como uno de los suplentes de la Final del Grand Prix y fue elegido para sustituir al japonés Yuzuru Hanyū, dado de baja por una lesión.

### Programas
|           | Programa corto                                        | Programa libre                                     | Exhibición                                                      |
| --------- | ----------------------------------------------------- | -------------------------------------------------- | --------------------------------------------------------------- |
| 2018-2019 | You've Got a Friend in Me de Randy Newman             | The Sober Dawn The Reel Chaplin de Charlie Chaplin |                                                                 |
| 2017-2018 | Singin in the Rain de Nacio Herb Brown                | The Sober Dawn The Reel Chaplin de Charlie Chaplin | Shake a Tail Feather de Otha Hayes, Verlie Rice, Andre Williams |
| 2016–2017 | Singin in the Rain de Nacio Herb Brown                | La pantera rosa de Henry Mancini                   |                                                                 |
| 2015–2016 | Always Look on the Bright Side of Life de John Altman | La pantera rosa de Henry Mancini                   |                                                                 |
| 2014–2015 | Always Look on the Bright Side of Life de John Altman | La máscara del Zorro de James Horner               |                                                                 |
| 2013–2014 | Sing, Sing, Sing de Louis Prima                       | La máscara del Zorro de James Horner               |                                                                 |
| 2012–2013 | Sing, Sing, Sing de Louis Prima                       | Clubbed to Death de Rob Dougan                     | Stray Cat Strut de Stray Cats                                   |
| 2011–2012 | Robin Hood Marc Streitenfeld                          | Piratas del Caribe (banda sonora)                  | Good Feeling de Flo Rida                                        |
| 2010–2011 | Robin Hood de Marc Streitenfeld                       | The Incredible Hulk de Craig Armstrong             |                                                                 |
| 2009-2010 | The Soloist de Dario Marianelli                       | The Incredible Hulk de Craig Armstrong             | Thank God I'm a Country Boy de John Denver                      |
| 2007–2009 | Fundamentum de Lesiëm                                 | Gremlins de Jerry Goldsmith                        |                                                                 |

### Resultados detallados
- Mejores marcas personales aparecen en negrita

| Temporada 2018-2019                     |                                                              |                |                |           |
| Fecha                                   | Evento                                                       | Programa corto | Programa libre | Total     |
| 18–24 de marzo de 2019                  | Campeonato Mundial de Patinaje Artístico sobre Hielo de 2019 | 14 82.38       | 15 155.26      | 15 237.64 |
| 7-10 de febrero de 2019                 | Campeonato de los Cuatro Continentes 2019                    | 5 88.18        | 3 179.43       | 4 267.61  |
| 13-20 de enero de 2019                  | Campeonato Nacional de Canadá 2019                           | 2 87.18        | 3 160.26       | 3 247.44  |
| 6–9 de diciembre de 2018                | Final del Grand Prix 2018-2019                               | 6 79.56        | 5 156.49       | 5 236.05  |
| 16–18 de noviembre de 2018              | Copa Rostelecom 2018                                         | 7 73.83        | 6 146.92       | 5 220.75  |
| 26–28 de octubre de 2018                | Skate Canada International 2018                              | 1 95.05        | 2 170.12       | 2 265.17  |
| 26–29 de septiembre de 2018             | CS Trofeo Nebelhorn de 2018                                  | 1 90.63        | 1 166.53       | 1 257.16  |
| Temporada 2017-2018                     |                                                              |                |                |           |
| Fecha                                   | Evento                                                       | Programa corto | Programa libre | Total     |
| 19–25 de marzo de 2018                  | Campeonato Mundial de Patinaje de 2018                       | 6 93.00        | 11 159.30      | 8 252.30  |
| 14–25 de febrero de 2018                | Juegos Olímpicos de invierno 2018 - individual               | 10 85.11       | 12 170.32      | 12 255.43 |
| 8–14 de enero de 2018                   | Campeonato de Canadá de 2018                                 | 3 90.98        | 3 173.60       | 2 259.25  |
| 10–12 de noviembre de 2017              | Trofeo NHK 2017                                              | 5 80.13        | 6 155.67       | 5 235.80  |
| 27–29 de octubre de 2017                | Skate Canada International 2017                              | 5 82.17        | 10 135.58      | 8 217.75  |
| 20–23 de septiembre de 2017             | CS Autumn Classic International de 2017                      | 4 86.33        | 3 161.97       | 3 248.30  |
| Temporada 2016-2017                     |                                                              |                |                |           |
| Fecha                                   | Evento                                                       | Programa corto | Programa libre | Total     |
| 16–22 de enero de 2017                  | Campeonato de Canadá de 2017                                 | 8 72.09        | 5 158.95       | 5 231.04  |
| 7–10 de diciembre de 2016               | CS Golden Spin de Zagreb 2016                                | 2 76.39        | 6 146.91       | 3 223.30  |
| 29 de septiembre – 1 de octubre de 2016 | CS Autumn Classic International de 2015                      | 3 75.41        | 4 139.69       | 4 215.10  |
| Temporada 2015-2016                     |                                                              |                |                |           |
| Fecha                                   | Evento                                                       | Programa corto | Programa libre | Total     |
| 18–24 de enero de 2016                  | Campeonato de Canadá de 2016                                 | 4 77.20        | 6 144.30       | 6 221.50  |
| 30 de octubre – 1 de noviembre de 2015  | Skate Canada International 2015                              | 10 67.13       | 11 115.12      | 11 182.25 |
| 1–3 de octubre de 2015                  | CS Trofeo Ondrej Nepela de 2015                              | 4 73.16        | 5 122.51       | 5 195.67  |
| Temporada 2014-2015                     |                                                              |                |                |           |
| Fecha                                   | Evento                                                       | Programa corto | Programa libre | Total     |
| 19–25 de enero de 2015                  | Campeonato de Canadá de 2015                                 | 6 70.00        | 5 138.17       | 5 208.17  |
| Temporada 2013-2014                     |                                                              |                |                |           |
| Fecha                                   | Evento                                                       | Programa corto | Programa libre | Total     |
| 5–12 de enero de 2014                   | Campeonato de Estados Unidos de 2014                         | 14 61.15       | 11 136.30      | 12 197.45 |
| Temporada 2012-2013                     |                                                              |                |                |           |
| Fecha                                   | Evento                                                       | Programa corto | Programa libre | Total     |
| 19–27 de enero de 2013                  | Campeonato de Estados Unidos de 2013                         | 13 64.06       | 16 123.28      | 16 187.34 |
| 24–28 de octubre de 2012                | Copa de Niza Internacional 2012                              | 1 80.11        | 2 144.33       | 1 224.44  |
| 27–29 de septiembre de 2012             | Trofeo Nebelhorn 2012                                        | 3 68.56        | 4 142.22       | 3 210.78  |
| Temporada 2011-2012                     |                                                              |                |                |           |
| Fecha                                   | Evento                                                       | Programa corto | Programa libre | Total     |
| 22–29 de enero de 2012                  | Campeonato de Estados Unidos de 2012                         | 5 76.66        | 12 135.81      | 7 212.47  |
| 26–30 de octubre de 2011                | Copa de Niza Internacional 2011                              | 1 77.75        | 4 125.67       | 1 203.42  |